# Ostéonectine
L’ostéonectine, ou BM-40 est une protéine d'adhérence à la matrice extra cellulaire. Son gène est appelé SPARC, « secreted protein, acidic, cysteine-rich », situé sur le chromosome 5 humain.

## Structure
Son poids est de 34 Kdaltons. La protéine est formée de trois domaines.

## Rôles
La protéine se fixe sur les cellules et sur la matrice extra-cellulaire. Elle joue ainsi un rôle dans la cohésion cellulaire ainsi que dans l'embryogenèse et les processus de cicatrisation. 
Elle permet également de moduler la réponses à plusieurs cytokines. Elle inhibe en particulier l'action du facteur de croissance de l’endothélium vasculaire ainsi que celle du PDGF (en) (« Platelet-derived growth factor »). Elle diminue la prolifération cellulaire en stimulant la voie de la TGF bêta (en) (« transforming growth factor »).

## En médecine
Le taux de cette protéine est un marqueur de mauvais pronostic dans différents cancers. Cela serait probablement dû plus à une réponse de l'organisme à un cancer agressif qu'à un effet délétère de cette protéine. En effet, elle peut jouer un rôle de limitation tumorale et l'augmentation artificielle de son expression peut améliorer la réponse aux antimitotiques.
Dans certaines leucémies aiguës myéloblastiques (à cytogénétique normale), l'expression du SPARC semble corrélé avec une forme plus agressive et son inhibition en améliore la progression.